# Peter van der Velde (schrijver)
Petrus (Peter) van der Velde (Vlagtwedde, 5 februari 1918 - Roderwolde, 24 januari 2004) was een Nederlands dichter, schrijver, bekend als auteur van korte verhalen, cabaretteksten en liedjes, met name in het Drents en Gronings. Hij was tevens medeoprichter van de muziek- en cabaretgroep De Bekketrekker. Hij was bovendien onderwijzer en sprak ook Esperanto.

## Levensloop
Al op jeugdige leeftijd verhuisde de in het Groningse Vlagtwedde geboren Van der Velde naar Roden, waar hij zijn onderwijsloopbaan begon. In 1954 werd hij benoemd tot schoolhoofd in Roderwolde, een plaats die hij zijn leven lang trouw zou blijven en waar hij zich voor de dorpsgemeenschap inspande. Onder andere voor zijn inzet voor de streekcultuur werd hij benoemd tot ereburger van Roden.
Zijn literaire carrière begon in 1940 met het publiceren van gedichten in de Leekster Courant. Hij was de oprichter van het Bonte Bitse Cabaret. Een groep, die zijn naam ontleende aan een in de nabijheid van Roden stromend beekje. Na de Tweede Wereldoorlog schreef hij gedichten, liedjes en sketches en bracht die voor het voetlicht met het Drentstalige cabaretgezelschap De Bekketrekker. Van der Velde maakte zich verdienstelijk voor zowel het Drentstalige als het Groningstalige gebied. Hij publiceerde in het Drentse Roet (als Bastiaan Brobbel) en in het Groningse Krödde (als Wietske Knorringa). Zijn woonplaats in het noorden van Drenthe, net op de scheiding van beide taalgebieden, speelde daarbij waarschijnlijk een belangrijke rol. Evenals waarschijnlijk zijn Groningse afkomst.
Het werk van Van der Velde heeft een sterk melancholisch karakter met een humoristische ondertoon.
Hij overleed, na een lang ziekbed, in zijn woonplaats Roderwolde.

## Poëzie
P. van der Velde was ook Esperantist. De vereniging Esperanto Noord-Nederland heeft een aantal van zijn gedichten uit de bundel ‘Wilwaark’ vertaald in het Esperanto. 

#### Voorbeeld in het Esperanto
La vintrosezono blovas tra miaj vestoj
Kiam mi tramalvarmiĝinte iras hejmen
Kiu volas vivi tiu lernu suferi
Kiam vintras sur la Pejzer-kampar
— deelvertaling van het gedicht "Winter op de Paaizermao".

#### Voorbeeld in zijn streektaal
Moet ik ok ofstand doun van aal mien doezend dingen
Zei ik nog einmaol weer de bloumen en de zun?
Heur ik nog einmaol weer de bliede vogels zingen
Waacht ankom maitied mai nog weer een naai begun?
— uit: Haarst

## Discografie
- Noordenveld, Leid'ies oet Noord-Drenthe (LP Universe DLS 95, 1983)